# Tamara Press
Tamara Natanovna Press (ukrajinsko Тамара Натанівна Пресс), ukrajinska atletinja, * 10. maj 1937, Harkov, Sovjetska zveza, † 26. april 2021, Moskva
Nastopila je na poletnih olimpijskih igrah v letih 1960 in 1964, kjer je osvojila dva zaporedna naslova olimpijske prvakinje v suvanju krogle ter naslov prvakinje in podprvakinje v metu diska. Na evropskih prvenstvih je osvojila dva zaporedna naslova prvakinje v metu diska ter zlato in bronasto medaljo v suvanju krogle. Šestkrat zapored je postavila tako svetovni rekord v suvanju krogle, ki ga je držala med letoma 1959 in 1967, kot tudi svetovni rekord v metu diska, ki ga je držala med letoma 1960 in 1967.
Tudi njena sestra Irina Press je bila atletinja, skupaj sta bili znani kot sestri Press.